# Казанский собор (Ставрополь)
Собор Казанской иконы Божией Матери (Каза́нский собо́р) — православный храм в Ставрополе, кафедральный собор Ставропольской епархии Русской православной церкви.
Был построен в 1843—1847 годах, разрушен коммунистами в 1930-х, воссоздан на старом фундаменте в 2004—2012 годы.
Построен на Крепостной горе в центре города. Высота храма вместе с куполом составляет 76 м. Является самым высоким зданием в Ставропольском крае.

## История

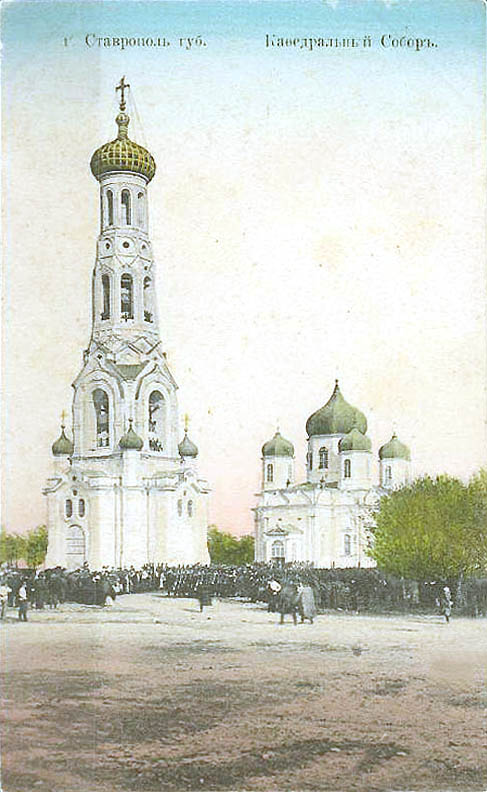
Собор в начале XX века

22 июня 1843 года между Гостиным рядом и комиссариатскими строениями на восточной оконечности Крепостной горы было отведено место под закладку нового храма; 8 июля 1843 года при большом стечении народа состоялась торжественная церемония закладки храма, который освятил епископ Кавказский и Черноморский Иеремия (Соловьёв).
В 1847 году постройка храма была завершена, указом Святейшего синода ему был присвоен статус кафедрального, а 22 октября состоялось его освящение.
В 1858—1873 годах по индивидуальному проекту ставропольского архитектора Павла Воскресенского к западу от собора была построена четырёхъярусная колокольня высотой 98 м.
В цокольном этаже Казанского собора нашли упокоение уважаемые люди города.
Несмотря на то, что Казанский собор и колокольня подлежали охране как архитектурная ценность старины, в 1930-х годах собор был разрушен. Из колокольни сначала сделали радиомачту, затем парашютную вышку. Одно время её хотели перестроить, сделав памятник героям Гражданской войны, но в мае 1943 года она была взорвана под предлогом защиты от налётов немецкой авиации.
Храмовый комплекс решили восстанавливать в конце XX века. Постановлением президиума Ставропольского городского Совета народных депутатов от 31 января 1991 года территория теперь Крепостной горы объявлена заповедной. На месте разрушенного собора проведены археологические раскопки, в результате которых зафиксировано его точное расположение.
В 1992 году было принято решение о необходимости воссоздания Казанского кафедрального собора и соборной колокольни.
В начале 2004 года по благословению епископа Ставропольского Феофана (Ашуркова) были начаты подготовительные работы по воссозданию комплекса Казанского кафедрального собора. 27 сентября этого же года состоялась закладка воссоздаваемого храма, а 4 апреля 2010 года, на Пасху, в Казанском соборе прошла первая служба.
13 декабря 2012 года чин великого освящения Казанского собора и Божественную литургию в новоосвящённом храме совершил Патриарх Московский и всея Руси Кирилл. По окончании литургии патриарх объявил о присвоении собору статуса кафедрального.
В июле 2015 года рядом с собором установили бронзовый памятник Николаю I, в честь 190-летия его восшествия на престол. Автор — российский скульптор Александр Аполлонов.
25 апреля 2019 года завершилось строительство колокольни собора. Высота сооружения вместе с крестом составляет 78 метров.